# Landkreis Welun

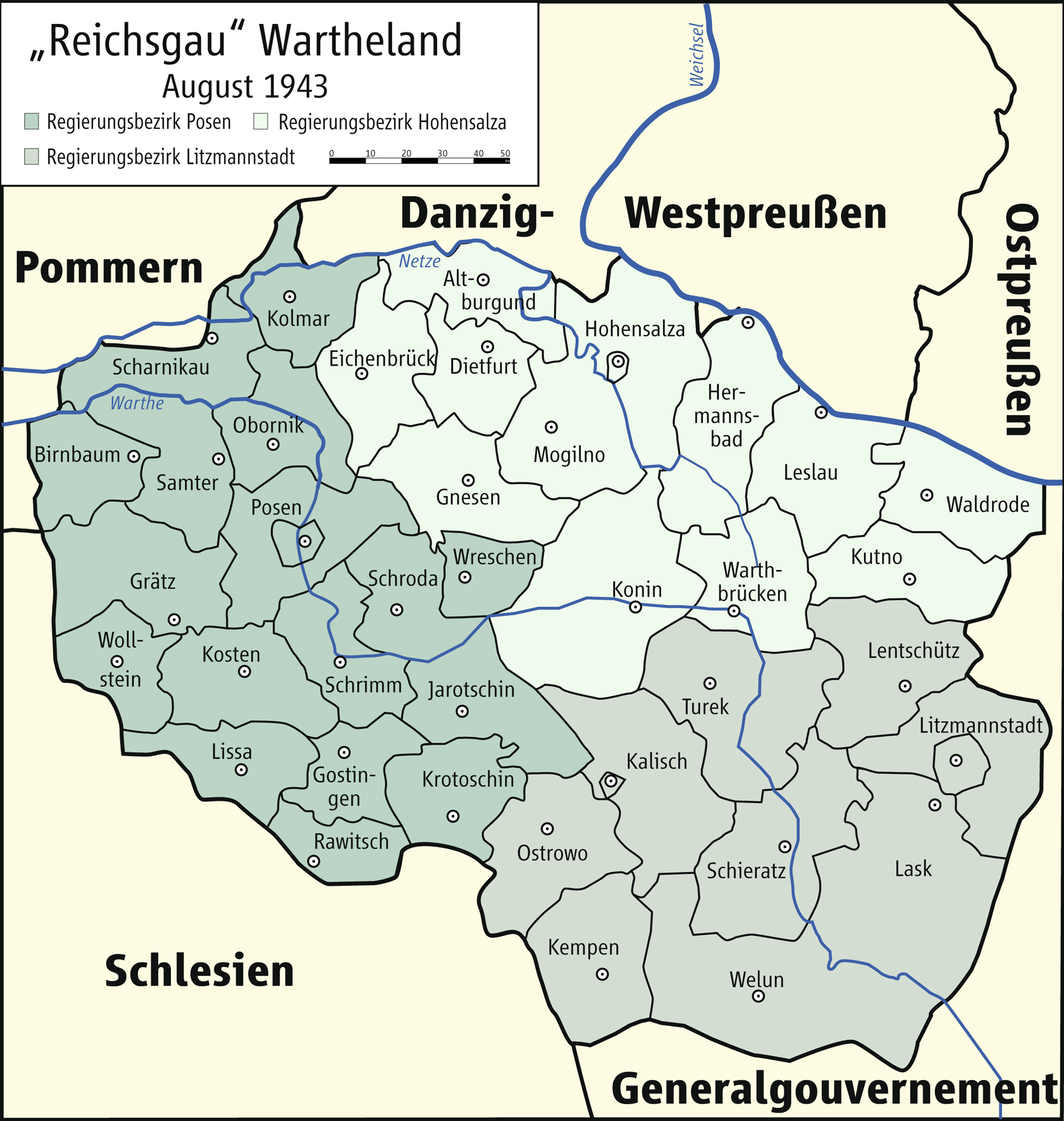
Regierungsbezirke und Kreise im Reichsgau Wartheland

Landkreis Welun war während des Zweiten Weltkrieges der Name einer deutschen Verwaltungseinheit im besetzten Polen (1939–1945).

## Vorgeschichte (1793 bis 1807)
Das Gebiet um die westpolnische Stadt Wieluń gehörte nach der Zweiten Teilung Polens von 1793 bis 1807 vorübergehend als eigener Kreis Wielun zur preußischen Provinz Südpreußen. Ab 1806 gehörte das Gebiet zum Herzogtum Warschau und ab 1815 wieder (wie vor 1793) zum Königreich Polen, bis dieses 1831 in das Russische Zarenreich eingegliedert wurde. Während dieser Phase wurde Wieluń 1867 zur erneut zur Kreisstadt erhoben.

## Verwaltungsgeschichte
Zu Beginn des Zweiten Weltkrieges besetzten deutsche Truppen den westpolnischen Powiat Wieluń, die Kreisstadt Wieluń wurde am 2. September 1939 eingenommen. Am 26. Oktober 1939 wurde der Powiat unter der Bezeichnung Landkreis Wielun an das Deutsche Reich angeschlossen, was als einseitiger Akt der Gewalt völkerrechtlich aber unwirksam war. Der Landkreis wurde Teil des Regierungsbezirkes Kalisch (ab 1941: Regierungsbezirk Litzmannstadt) im Reichsgau Wartheland.
Sitz des deutschen Landratsamtes wurde die Kreisstadt Wieluń.
Der Name des Landkreises wurde in der Folge mehrere Male geändert (am 1. April 1940 in Landkreis Welun, am 21. Mai 1941 in Landkreis Welungen und am 24. September 1942 wieder in Landkreis Welun).
Am 20. November 1939 wurden im Rahmen einer Grenzbegradigung aus dem östlich angrenzenden Generalgouvernement kleine Teile des Powiats Radomsko eingegliedert.
Am 1. Juli 1940 wurde ein Teil der Landgemeinde Biała an den Nachbarkreis Lask abgegeben.
Am 1. Oktober 1943 wurde ein Teil der Landgemeinde Konopnica an den Nachbarkreis Schieratz abgegeben.
Mit dem Einmarsch der Roten Armee im Januar 1945 endete die deutsche Besetzung.

## Politik

### Landkommissar
1939–9999: Herbert von Oelffen (vertretungsweise)
1939–9999: Oldwig von Natzmer († 1942) 

### Landräte
1939–1942: Oldwig von Natzmer
1943–1945: Christoph Hesse (* 1910) (kommissarisch)

## Kommunale Gliederung
Der Landkreis Welun gliederte sich in eine Stadtgemeinde (Wieluń) und 32 Landgemeinden, die in Amtsbezirken zusammengefasst waren.

## Größe
Der Landkreis Welun hatte eine Fläche von 2101 km² (1939).

## Bevölkerung
Der Landkreis Welun hatte im Jahre 1941 268.010 meist polnische Einwohner. Die deutschen Besatzungsbehörden vertrieben zwischen dem 1. Dezember 1939 und dem 31. Dezember 1943 über 35.000 Polen aus dem Gebiet und deportierten und ermordeten die jüdische Bevölkerung. Die angesiedelten Deutschen, die aus der Ukraine stammten (1942: 16.506 Personen, etwa 7 % der Bevölkerung) flohen gegen Ende der deutschen Besetzung. Die verbliebenen, aus der Ukraine stammenden Deutschen wurden von der russische Besatzung nach Sibirien deportiert.

## Ortsnamen
Es erfolgten zunächst „wilde“ Eindeutschungen durch die lokalen Besatzungsbehörden. Am 18. Mai 1943 erhielten alle Orte mit einer Post- oder Bahnstation deutsche Namen, dabei handelte es sich um lautliche Angleichungen, Übersetzungen oder freie Erfindungen.
Liste der Städte und Amtsbezirke im Landkreis Welun:
| polnischer Name   | deutscher Name (1939–1945)                  | polnischer Name | deutscher Name (1939–1945)                                          |
| ----------------- | ------------------------------------------- | --------------- | ------------------------------------------------------------------- |
| Bolesławiec       | Bolkenburg                                  | Ostrówek        | 1939–1943 Osterwerder 1943–1945 Eiland                              |
| Brzeźnica         | Berntal                                     | Pajęczno        | 1939–1940 Peinstett 1940–1943 Pfeilstett 1943–1945 Pfeilstätt       |
| Chróścin          | Reisig                                      | Praszka         | Praschkau                                                           |
| Czastary          | 1939–1943 Wildbad 1943–1945 Wildenbach      | Praszka         | Praschkau                                                           |
| Działoszyn        | Dilltal                                     | Radoszewice     | 1939–1943 Wolfshag 1943–1945 Radenhag                               |
| Dzietrzkowice     | Dieterwald                                  | Rudniki         | Erzhütte                                                            |
| Galewice          | Gallwiese                                   | Rząśnia         | 1939–1943 Ransau 1943–1945 Ronsau                                   |
| Kamionka          | Steinerdorf                                 | Siemkowice      | Saatgrund                                                           |
| Kiełczygłów       | 1939–1943 Keilerkopf 1943–1945 Keilerbach   | Skomlin         | 1939–1943 Kemmel 1943–1945 Schommeln                                |
| Konopnica         | Hanfhütte                                   | Skrzynno        | Senkfeld                                                            |
| Kraszewice        | 1939–1943 Schöngrund 1943–1945 Schöngrunden | Sokolniki       | Falkenhof                                                           |
| Kurów             | Kurfeld                                     | Starzenice      | Altweide                                                            |
| Kuźnica Grabowska | Schmiedenau                                 | Sulmierzyce     | 1939–1943 Sulmingen 1943–1945 Sulmers                               |
| Lututów           | 1939–1943 Landstett 1943–1945 Landstätt     | Wieluń          | 1939–1940 Wielun 1940–1941 Welun 1941–1942 Welungen 1942–1945 Welun |
| Mierzyce          | 1939–1943 Merzendorf 1943–1945 Märzendorf   | Wieruszów       | 1939–1943 Wieruschau 1943–1945 Weruschau                            |
| Mokrsko           | 1939–1943 Moker 1943–1945 Mockersfeld       | Wydrzyn         | Otternhof                                                           |
| Naramice          | Armenau                                     | Zamoście        | Niederbrück                                                         |

## Belege
1. ↑  Litzmannstädter Zeitung: Neuer Landrat für den Kreis Welun feierlich verpflichtet, 26. Jg./ Nr. 147, Online.